# Stanley Weissohn
Stanley Robert Weissohn Eede (Punta Arenas, Chile, 30 de marzo de 1995), es un cantante chileno. Es conocido por demostrar a muy temprana edad su talento como cantante en el programa Factor X Chile, concurso en el que obtuvo el segundo lugar.
Actualmente se encuentra preparando su primer material discográfico titulado Equilibrio, del cual ha relevado solo tres tracks (Sin Ti, First Love y Atómica) con sus respectivos videoclips en YouTube.

## Biografía
Nació en la ciudad de Punta Arenas, estudió en el Colegio Alemán de aquella misma ciudad, es hijo de Robert Kurt Weissohn Heck y Marina Susana Eede Villanueva.

## Carrera

### Sus inicios en la música
Su participación en festivales y presentaciones públicas comenzaron cuando tenía once años y cursaba el sexto básico en el Colegio Alemán de Punta Arenas. Ese año logró el segundo lugar, sin embargo, al año siguiente, logró obtener el primer lugar en el mismo festival.
Buscando nuevas oportunidades, a los 13 años de edad decidió que quería lanzar su carrera artística con su primer disco. Por sus propios medios e iniciativa contactó a productores locales con quienes finalmente no pudo concretar nada, lo que él mismo atribuyó a su corta edad y falta de experiencia.

### Participación enFactor X Chile
Stanley viendo televisión vio el comercial del programa de TVN Factor X y se interesó en el programa. Juntó dinero para poder viajar a Santiago y así poder asistir al casting masivo del programa.
Stan logró un cupo en el casting, en donde quedó clasificado de inmediato pasando a formar parte del programa, acomodando sus deberes escolares para poder participar sin perjudicar sus estudios .
Stanley desde un principio fue muy bien criticado y se destacó ganando la mayoría de las presentaciones y las diferentes galas del programa. Fue así que llegó con el  apoyo masivo del público a la gran final donde logró un segundo lugar en este certamen televisivo que fue el más visto en la televisión chilena ese año.

### Su primer disco de estudio
Una vez terminado el programa, Stanley recibió atractivas propuestas las que rechazó puesto que decidió esperar el momento adecuado para tomar las mejores decisiones para su carrera. Es así como hoy se encuentra en pleno proceso de edición de su disco debut "Equilibrio" que pronto saldrá a la luz, proyecto dirigido por Koko Stambuk (Kudai, Reik, Supernova, Stereo 3) y Christopher Manhey, del que se desprende el sencillo Sin Ti.